# Casa Pere Carreras i Robert
Can Pere Carreras i Robert és un edifici del municipi de Sitges (Garraf). L'edifici de Can Carreres està situat al carrer de Francesc Gumà, al nucli d'eixample projectat el 1880 per Jaume Sunyer i Juncosa. Forma part de l'Inventari del Patrimoni Arquitectònic de Catalunya.

## Descripció
Es tracta d'una construcció entre mitgeres, dividida compositivament en dos cossos: a la part esquerra hi ha un cos amb la porta d'entrada a la part baixa, d'arc carpanell i motllura decorada amb motius florals que dona pas a un vestíbul mol ben conservat d'estil modernista. El projecte inicial fou modificat durant la construcció, i la façana presenta elements com els dos balcons de pedra, que segons alguns experts no s'adiuen amb la resta de la façana. En aquesta hi destaquen, a més, el trencadís que en decora la part superior i els balcons de ferro amb un senzill disseny de trets modernistes.
Al primer pis hi ha un balcó amb barana de pedra ornamentada; el cos de la dreta és de planta baixa i dos pisos, amb interessants motllures vegetals a les obertures de la planta i del primer pis. El segon pis l'ocupen sis petites obertures. L'edifici en conjunt presenta una gran unitat estilística i és una de les mostres més reeixides del Modernisme a Sitges. La casa està perfectament conservada en l'aspecte exterior i en els elements interiors com en el mobiliari, arrambadors, enteixinats i altres elements característics del seu període constructiu. Originalment la casa donava per darrere al carrer Illa de Cuba, on hi havia el jardí i la casa dels porters (però no en l'actualitat). L'adreça actual de la casa Pere Carreras i Robert és: carrer de Francesc Gumà 23.

## Història
Va ser un encàrrec de l'"indiano" Pere Carreras i Robert quan tornà a Sitges per a establir-s'hi amb la seva esposa. D'acord amb la documentació existent a l'Arxiu Històric Municipal de Sitges, el 8-10-1906, Carreras i Robert va demanar permís a l'Ajuntament per a la construcció d'una casa. L'obra va ser una creació de l'arquitecte Josep Pujol i Brull, i encara que no està datada amb precisió, els permisos es demanaren a finals de l'any 1906 es donaren el 9 d'octubre de 1906. La construcció definitiva va incorporar a la façana elements decoratius no previstos en el projecte original. En tornar a Cuba el matrimoni Carreras, adquirí l'edifici el també "americano" Pau Barrabeitg i Bertran.

## Galeria

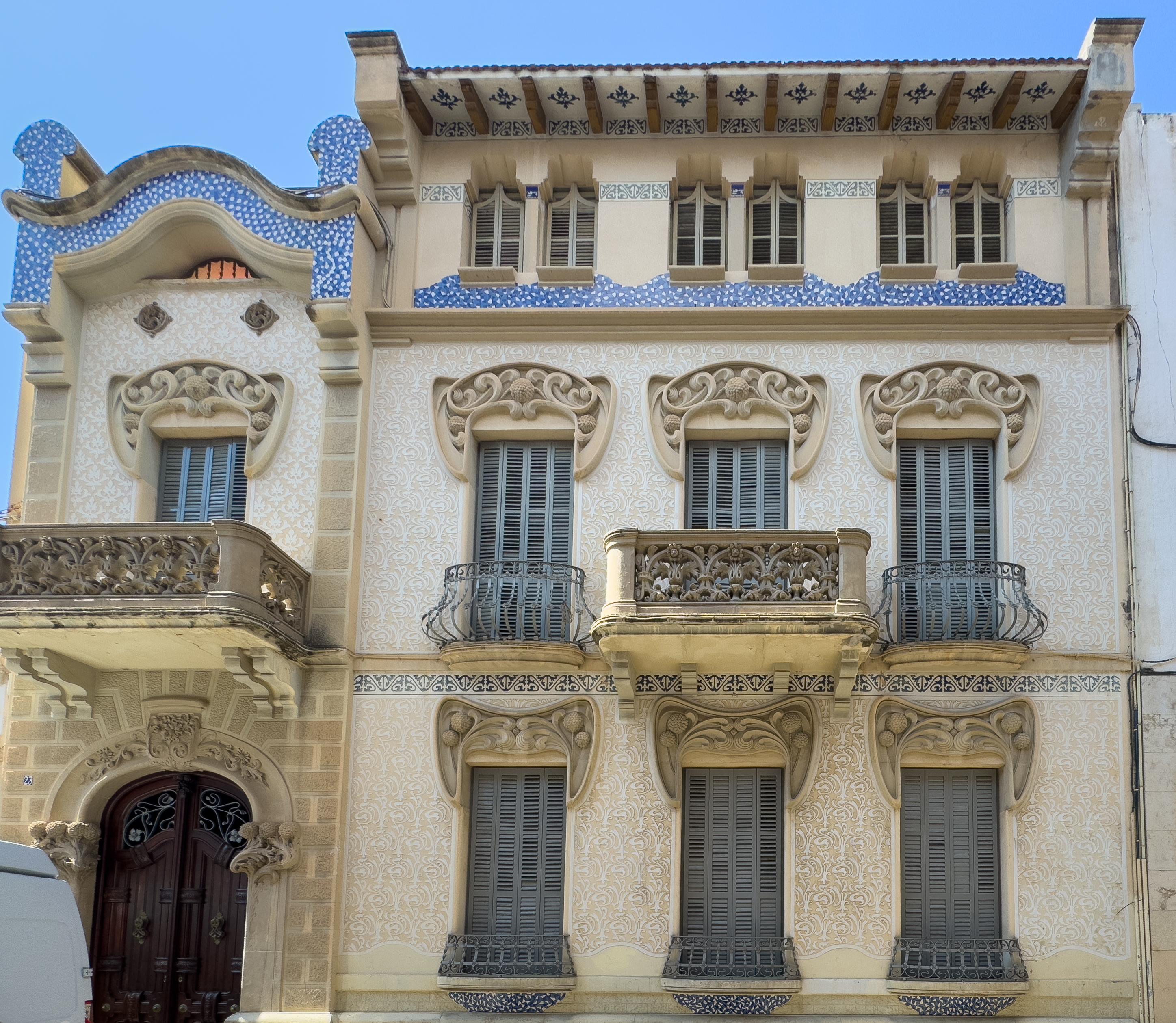
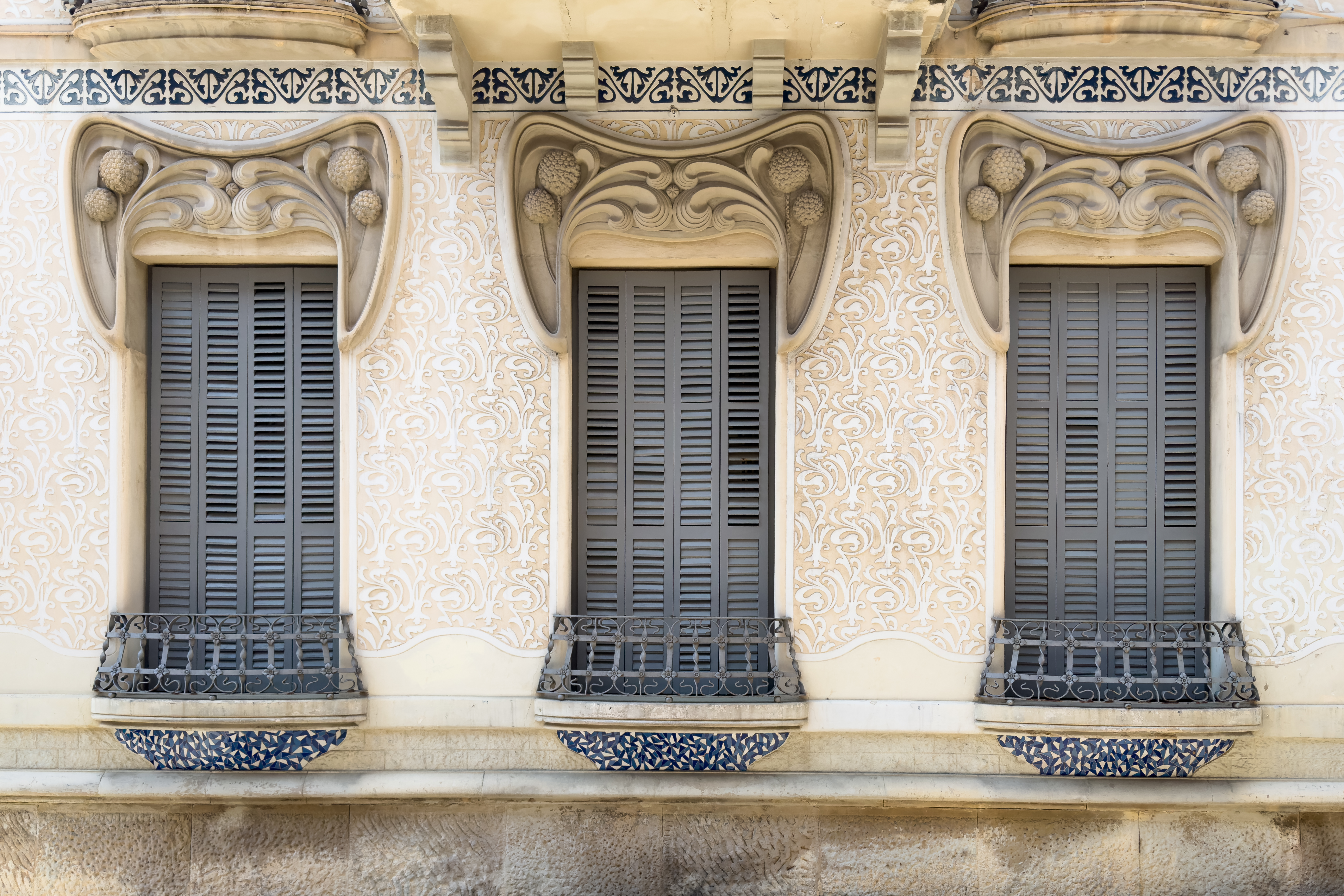
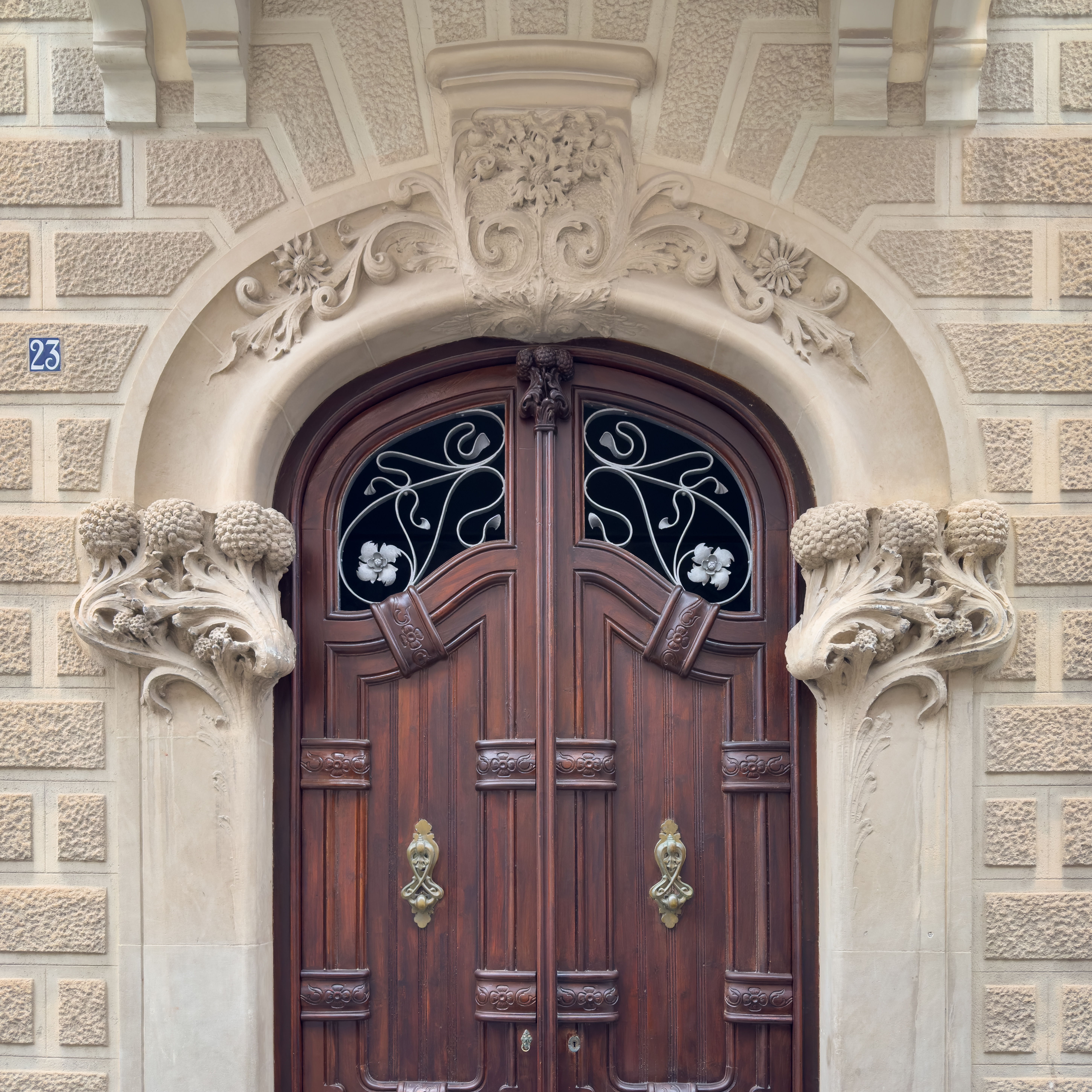
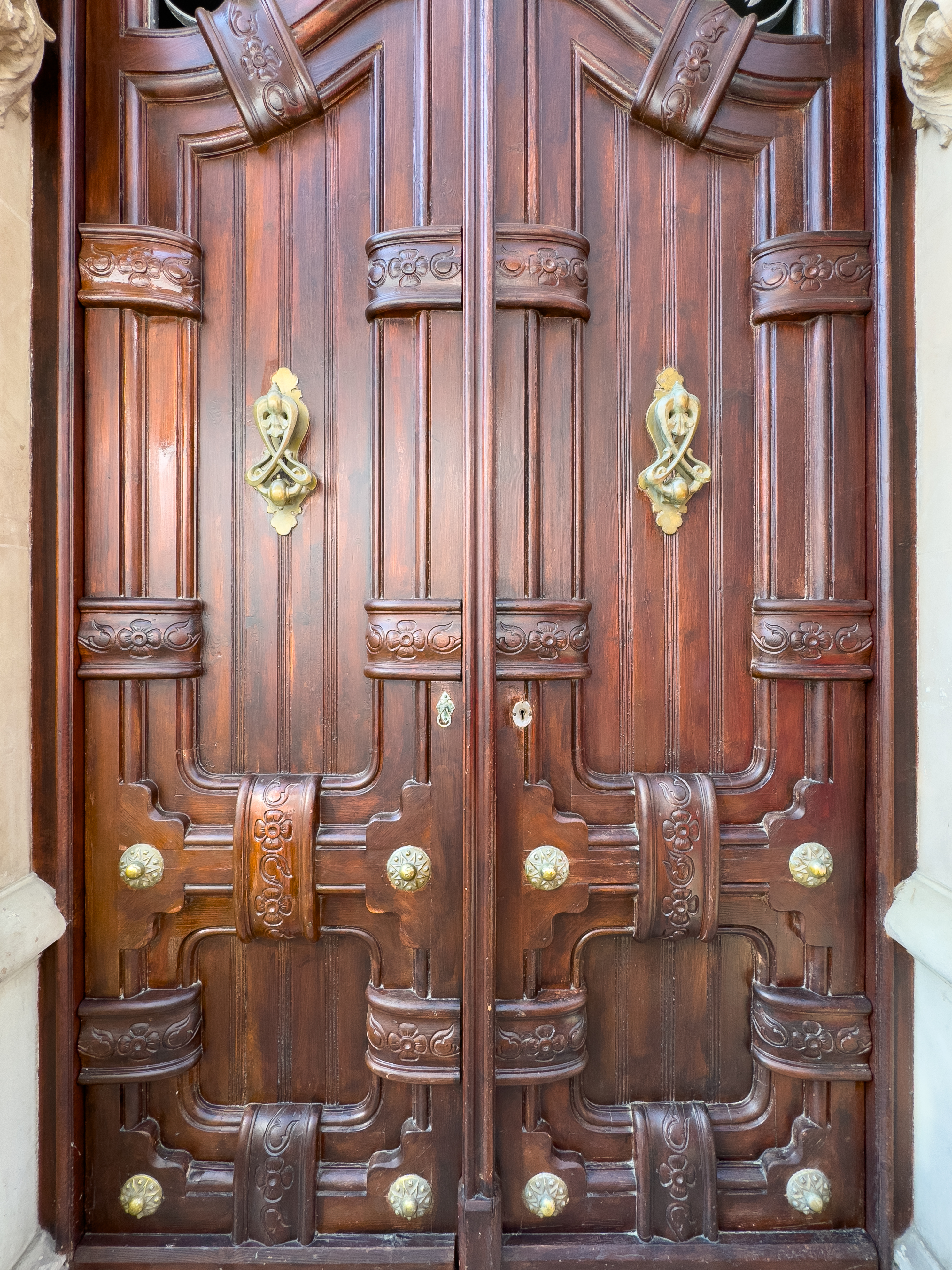
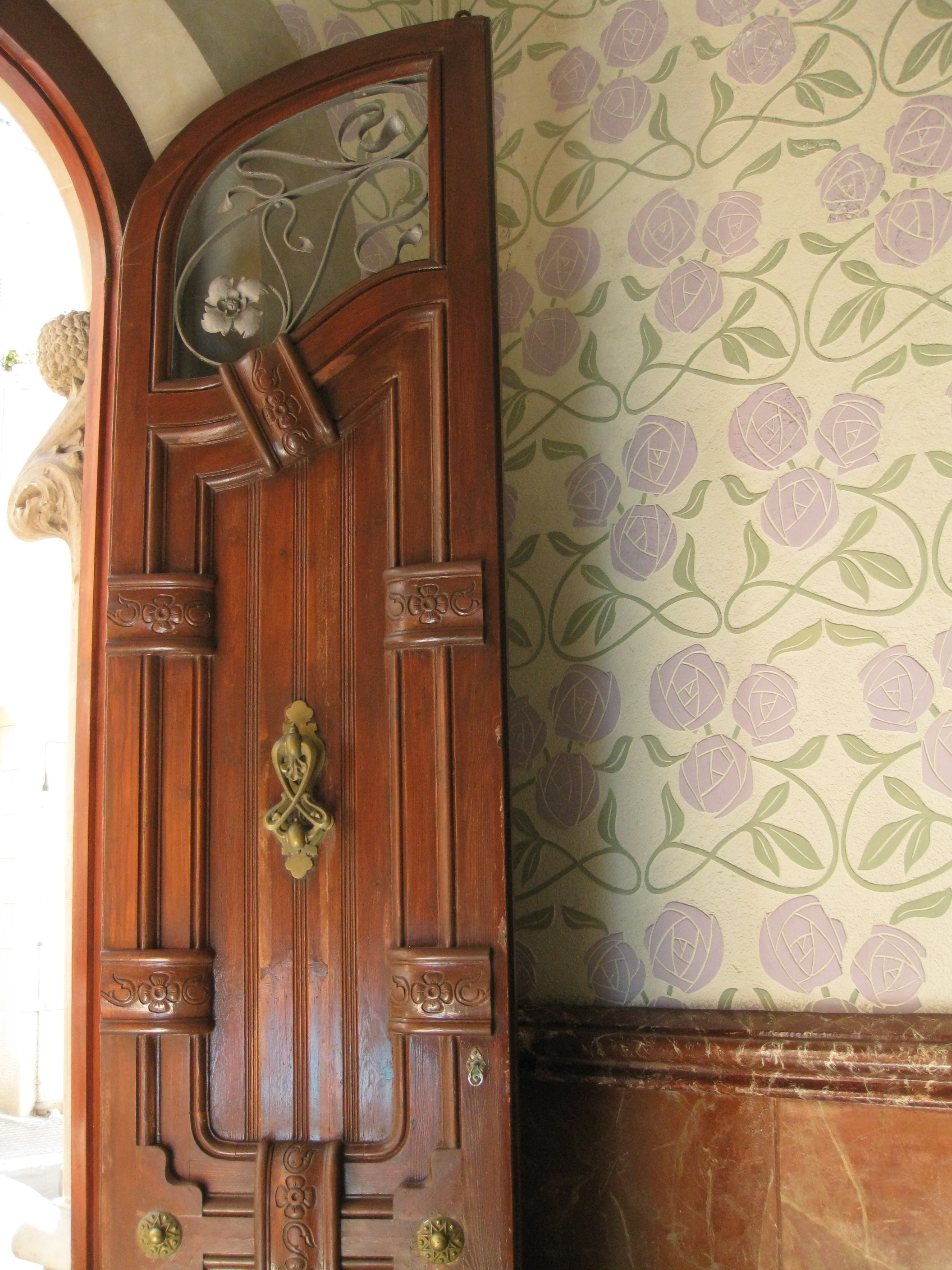
Porta
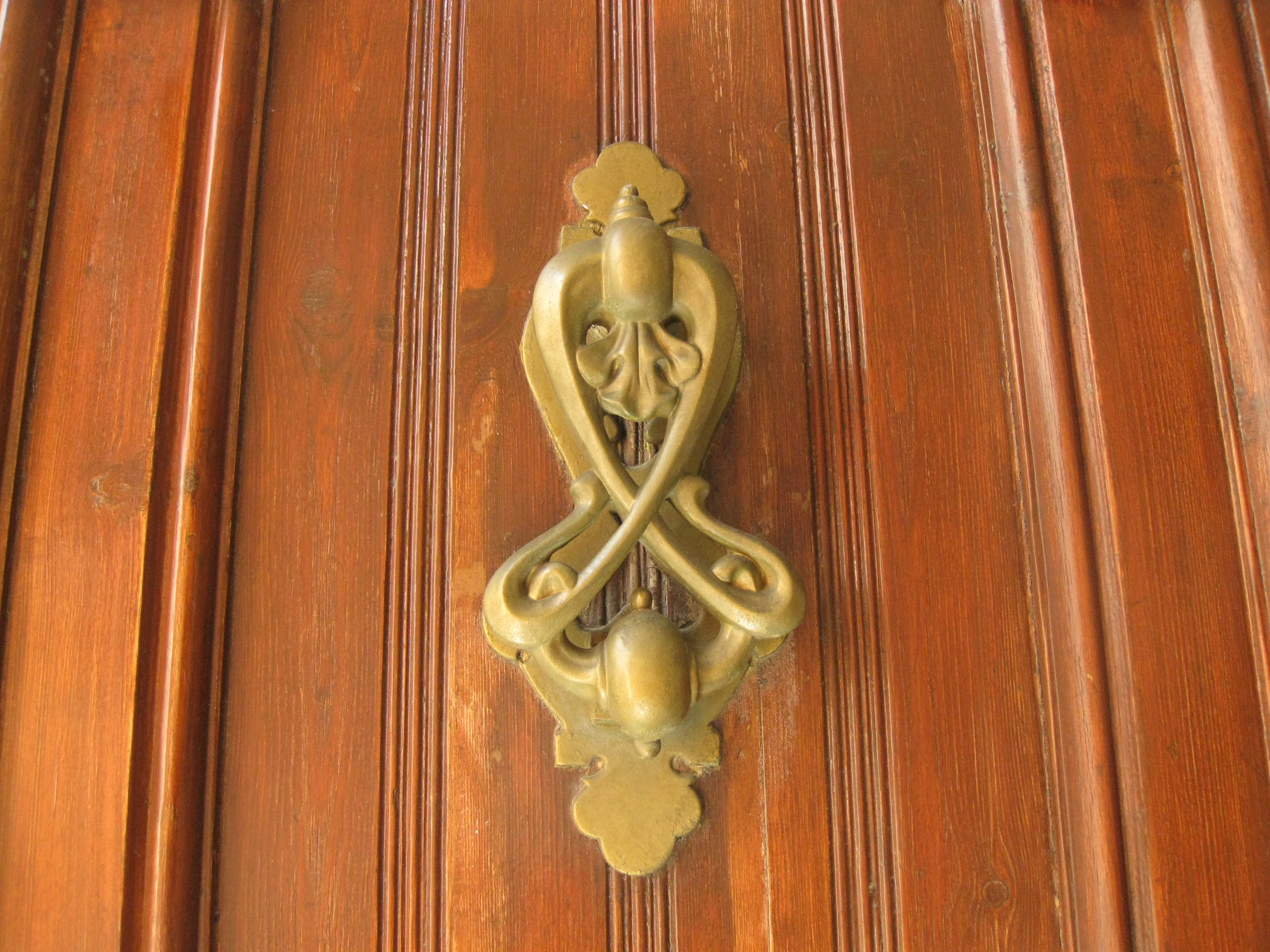
Porticó
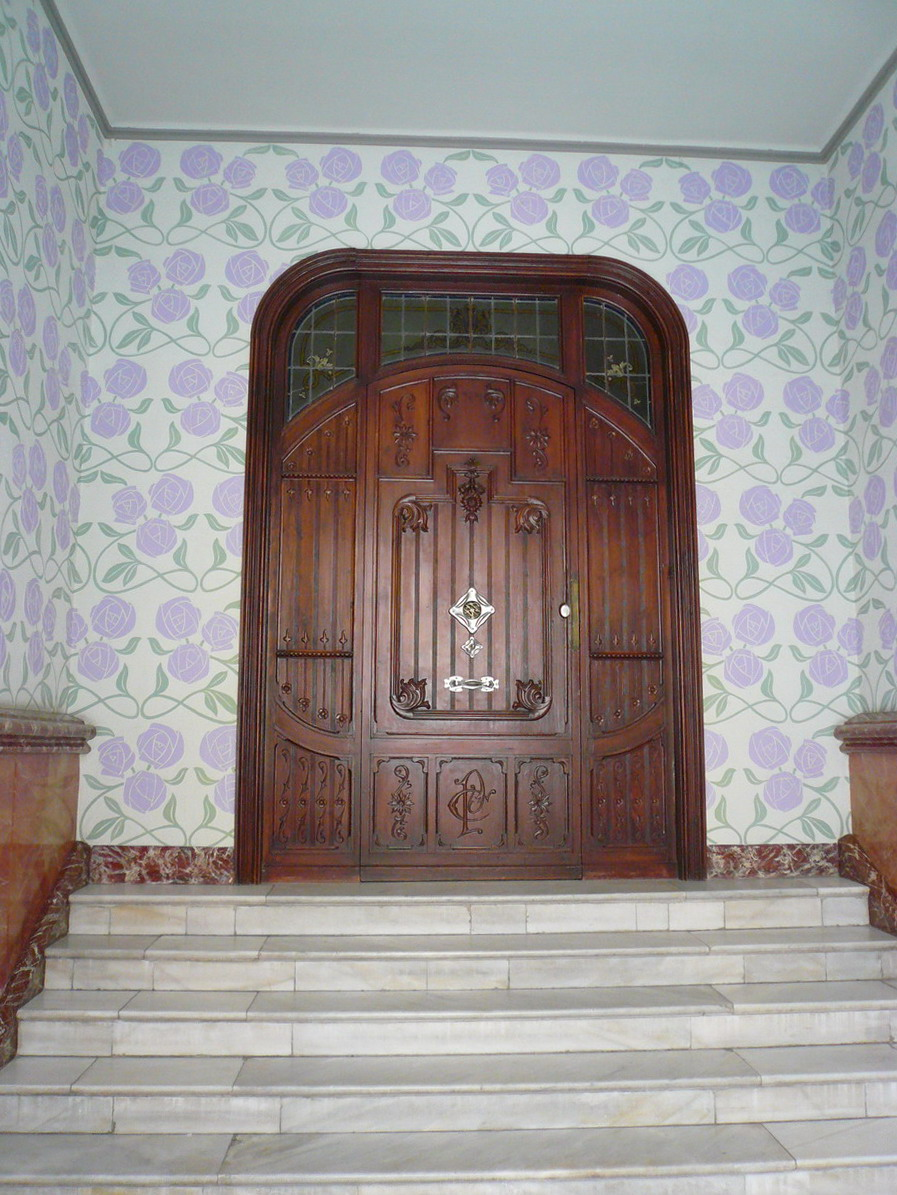
Vestíbul
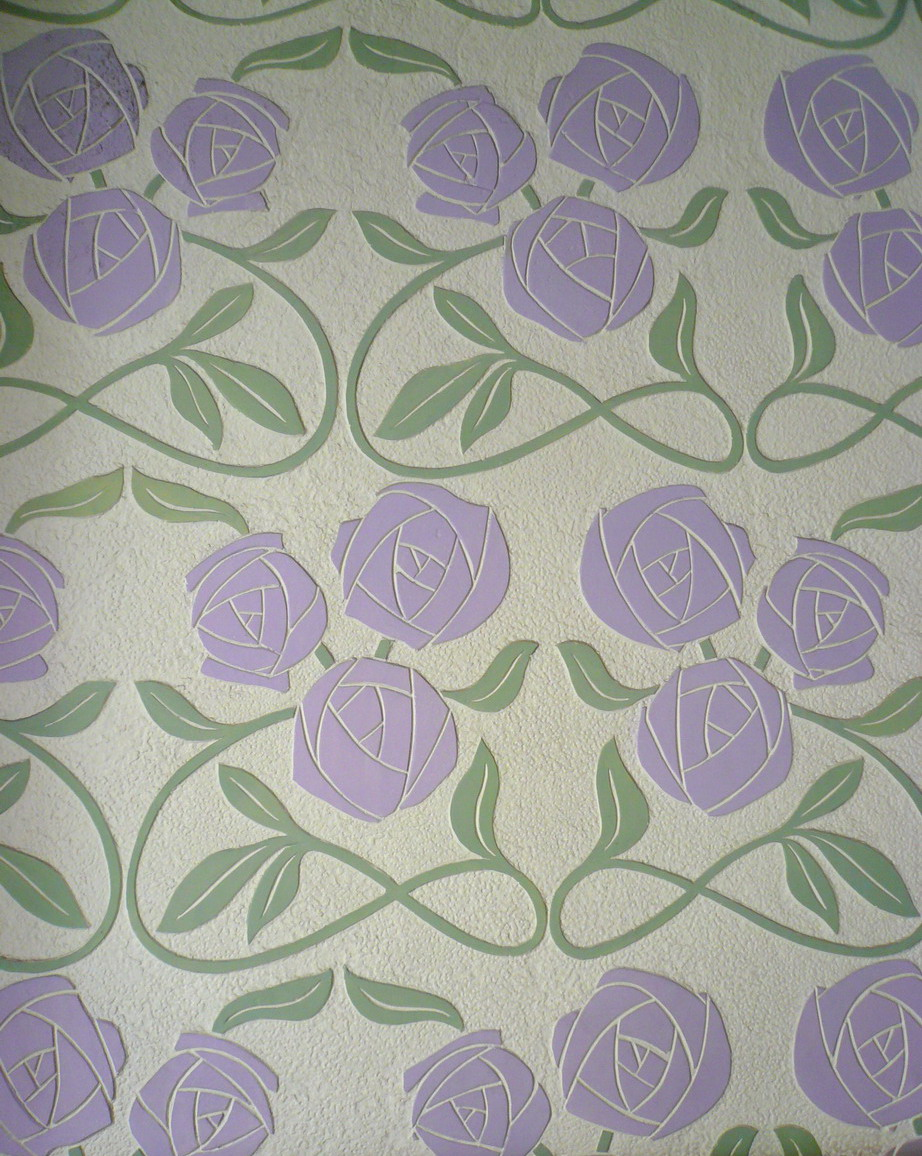
Estucat del vestíbul